# 阿瑞斯谷
阿瑞斯谷（Ares Vallis），亦稱戰神谷，位於火星克里斯平原東南方。名字由來於古希臘神話中的戰神阿瑞斯。該峽谷有被水流侵蝕的特徵，代表水可能曾經存在於火星（見火星水文）。

## 地理特徵
阿瑞斯谷從多丘陵的珍珠灣高地向西北「流」出，途中拉尼混沌（Iani Chaos）的外流渠道匯入此谷，最終流入克里斯平原。NASA的火星探路者於1997年登陸阿瑞斯峽谷與克里斯平原的交界區域。

## 相關研究
2010年1月發表的一篇期刊論文認為火星在赤道的其中一段周圍20公里寬的地方曾有湖泊存在。雖然較早的研究顯示火星溫暖和潮濕的時代早已過去，但這些湖泊是存在於更早期的赫斯伯利亞紀。從NASA的火星偵察軌道器拍攝的高解析度影像中，研究人員推測，火星上的火山活動增加，隕石撞擊或者火星軌道移動的期間，火星大氣層的溫度足以融化火星表面下的冰。火山噴發出的氣體可以短期內使火星大氣層濃度增加，吸收更多來自太陽的輻射能使火星氣候較溫暖，液態水能存在於火星表面。在這個新的研究中發現河道在阿瑞斯峽谷附近連接以前可能是湖泊的盆地。當一座湖充滿水，水會從湖岸溢流出並侵蝕出往較低區域的河道，並可能形成其他湖泊。這些湖泊可能是其他可以尋找火星過去或現在存在生命的證據的地方。

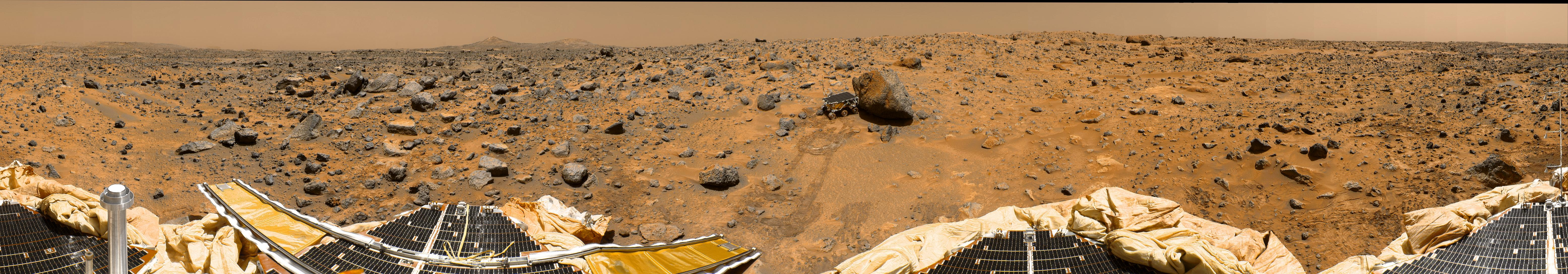
火星探路者拍攝的阿瑞斯谷部份區域全景影像

- 歐克西亞沼區（Oxia Palus）的地圖。有註明主要地形特徵。該區包含許多下陷的混沌地形和外流河道（舊河谷）。阿瑞斯峽谷接近底部中間處。
- THEMIS拍攝阿瑞斯谷內的侵蝕特徵。
- 海盜號拍攝的阿瑞斯谷。渠道寬約25公里，深度約1公里。這將是相當壯觀的山谷。
- HiRISE拍攝的阿瑞斯谷內渠道。
- HiRISE拍攝的阿瑞斯谷。

## 外部連結
- Google Mars scrollable map （页面存档备份，存于） - centered on Ares Vallis